# Ду Тянь, Мария
Мари́я Ду Тянь (кит. трад. 婦杜田 瑪利, упр. 妇杜田 玛利, пиньинь Fù Dù Tián Mǎlì, палл. Фу Ду Тянь Мали, 1858 г., провинция Хэбэй, Китай — 29 июня 1900 г., там же) — святая Римско-Католической Церкви, мученица.

## Биография
В 1899—1900 гг. в Китае во время ихэтуаньского восстания жестоко преследовались христиане. Ожидая нападения повстанцев на деревню, Мария Ду Тянь заблаговременно укрылась вместе со своими двумя сыновьями и двумя дочерьми в убежище недалеко от деревни. 29 июня 1900 года их убежище было раскрыто повстанцами, которые, обнаружив скрывавшихся там Марию Ду Тянь и её детей, предложили им отказаться от христианства. Мария Ду Тянь осталась верна своей вере и была жестоко убита.

## Прославление
Мария Ду Тянь была беатифицирована вместе со своей дочерью Магдаленой Ду Фэнцзюй 17 апреля 1955 года Римским Папой Пием XII и канонизирована 1 октября 2000 года Римским Папой Иоанном Павлом II вместе с группой 120 китайских мучеников.
День памяти в Католической Церкви — 9 июля.

## Источник
- George G. Christian OP, Augustine Zhao Rong and Companions, Martyrs of China, 2005, стр. 86  (англ.)